# Sjökor och stekare
Sjökor och stekare är en bloggopera med kärlek, resor, relationer och snöskoteråkning som teman.
Det är cirka 400 gymnasister från Dragonskolan i Umeå som på en blogg har skrivit varsin text om exakt 100 ord. Dessa har sedan bearbetats till en föreställning av kompositionselever vid Musikhögskolan i Piteå under ledning av författaren och rockprofessorn KG Johansson.
Operan hade urpremiär den 9 november 2007 på NorrlandsOperan och regisserades av Staffan Aspegren. 

## I rollerna
- Moa – Martyna Lisowska
- Viktor – Kristian Lindin
- Angelica – Sara Axelsson
- Pellboda – Jesper Sjölander
- Stekar’n – Andreas Gyllander